# Bart Stops to Smell the Roosevelts
Bart Stops to Smell the Roosevelts é o segundo episódio da vigésima terceira temporada do seriado de animação The Simpsons. Foi exibido originalmente em 2 de Outubro de 2011 pela Fox nos Estados Unidos. O episódio foi o primeiro a apresentar o Superintendente Chalmers como o personagem central e também o primeiro a apresentar referências de flashbacks dos filmes The Breakfast Club e Fight Club. No episódio, o Diretor Skinner desafia o Superintendente Chalmers assumir a educação de Bart após uma de suas brincadeiras. Chalmers aceita e começa a ensinar Bart sobre Theodore Roosevelt e sobre a masculinidade. Depois que ele leva Bart e seus amigos para uma viagem de campo não autorizada, que resulta em uma das crianças quebrando um braço, Chalmers acaba sendo demitido. Bart e seus amigos, em seguida, assumem a escola em objetivo de para seu emprego. O episódio foi escrito por Tim Long, dirigido por Steven Dean Moore e apresenta a voz de Theodore Roosevelt através de gravações de arquivo. A sequência de abertura foi dirigida pelo animador canadense John Kricfalusi, que já criou a série animada de televisão, The Ren & Stimpy Show. Em sua transmissão original, o episódio foi visto por cerca de 6,19 milhões de pessoas. O show recebeu críticas positivas pelo enredo, em especial para o convidado John Kricfalusi, responsável pelo couch gag do episódio.

## Enredo
Springfield Elementary School está realizando um leilão de arrecadação de fundos e convida todas as famílias com suas crianças, incluindo a família Simpson. Cada item do leilão é vendido para uma viúva chamada Edith Knickertwist, que está oferecendo produtos através do telefone. Assim que o leilão terminou, Bart revela que ele era a Sra. Knickertwist. Frustrado ao longo das últimas "brincadeiras" de Bart e sendo pressionado por seu supervisor, o Superintendente Chalmers, o Diretor Skinner desafia Chalmers a assumir a educação de Bart. Chalmers aceita e imediatamente dá para Bart o seu próprio plano de aula, que consiste principalmente sobre a história do ex-presidente dos EUA, Theodore Roosevelt. Ele faz Bart se interessar no assunto, falando sobre a natureza heróica e rebelde de Roosevelt. Os colegas de Bart, Milhouse, Nelson, Jimbo, Dolph e Kearney brevemente se juntam a Bart em sua "aula de educação".
Com o sucesso de suas aulas, Chalmers pretende levar todos em uma viagem de campo para a floresta de Springfield. A viagem de campo não vai bem, terminando com Nelson quebrando o braço. Como era uma viagem de campo não autorizada, a mãe de Nelson ameaça processar a escola por despesas médicas, o que leva a Chalmers a ser demitido. Determinado a fazer Chalmers voltar ao seu emprego, Bart forma um grupo com seus amigos, que foram intitulados de "Rough Riders", que assumem a escola e fazem de reféns os professores. Eles então trancaram os professores na entrada da escola, exigindo que Chalmers volte ao seu emprego. Depois de um tempo, uma equipe da SWAT se prepara para invadir a escola, obrigando Chalmers a convencer Bart a parar. Felizmente, o Chefe Wiggum acidentalmente deixa cair sua arma, disparando contra a perna de Atkins, representante da Controladoria do Estado, que estava na escola, e que depois se compromete a dar o emprego novamente para Chalmers.

## Produção
"Bart Stops to Smell the Roosevelts" foi escrito por Tim Long e dirigido por Steven Dean Moore. O episódio apresenta o ex-presidente americano Theodore Roosevelt, com o uso de gravações de áudio de arquivo. O uso da voz de Roosevelt foi anunciado pela primeira vez no San Diego Comic-Con International em San Diego, Califórnia, em 23 de julho de 2011. Al Jean revelou à imprensa que "nós [os funcionários] temos o áudio original de Roosevelt (tirada de um discurso feito em 1918) no show. Eu pensei: 'Finalmente! Podemos colocar um presidente no show." E uma boa também. Nós vamos lhe dar um pouco de crédito no final."
Mesmo que o Superintendente Chalmers tenha aparecido pela primeira vez no episódio da quarta temporada "Whacking Day", o personagem nunca foi uma parte central de um episódio. Este episódio marca a primeira vez que Chalmers aparece em todo o episódio. No flashback em que retrata os primeiros dias de ensino de Chalmers, a cena é retratada em uma biblioteca parecida com a da Shermer High School, a partir do filme The Breakfast Club, de 1985. Os alunos, no entanto, referem-se ao clube como Fight Club (Clube de Luta), fazendo referência ao filme Fight Club.

### Sequencia de abertura

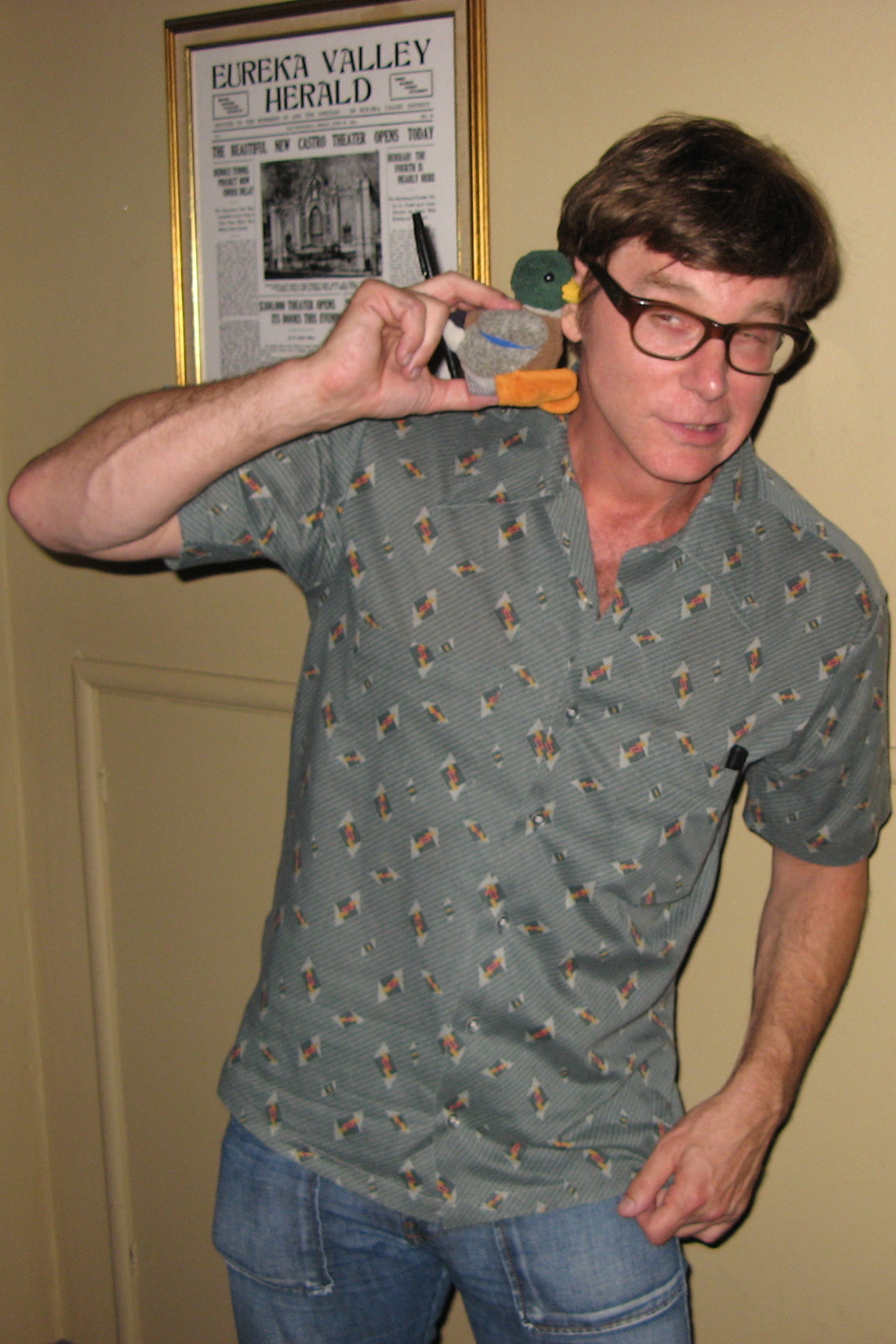
John Kricfalusi dirigiu e animou o couch gag para o episódio.

O animador canadense e criador do The Ren & Stimpy Show, John Kricfalusi, foi convidado para dirigir e animar o couch gag. Esta foi a segunda vez que The Simpsons escolheu um diretor convidado para a sua sequência de abertura. A primeira foi no episódio da vigésima segunda temporada "MoneyBART", que foi dirigido pelo grafiteiro e ativista político Banksy. Anteriormente, A equipe de The Simpsons haviam criticado Kricfalusi nos primeiros anos do show, dizendo que "o show conseguiu" e pronunciaram comentários depreciativos de forma semelhante. Os produtores responderam com o episódio da quarta temporada "The Front" (1993), em que a mostra Ren & Stimpy sendo indicado para um prêmio de desenho animado. Durante a cerimônia de premiação, o clipe do episódio foi indicado apenas por uma tela preta com o texto "Clip não feito ainda", um comentário sobre o tempo de produção lenta do show. O show foi mencionado novamente no episódio da sexta temporada "Another Simpsons Clip Show" (1994), quando Lisa afirma que Ren & Stimpy reciclam a sua animação para fazer novos episódios, enquanto Comichão e Coçadinha dizem o mesmo. Apesar disso, Kricfalusi mudou sua postura em uma entrevista com Aaron Simpson, em 2007, e afirmou que The Simpsons facilitaram um trabalho mais ousado.
Após a resposta positiva para a sequência de abertura por Banksy, o criador Matt Groening e o produtor Al Jean vieram até Kricfalusi e perguntaram se ele poderia fazer algo semelhante. Originalmente, eles só queriam que ele fizesse os storyboards e deixasse que a equipe normal do show animá-lo, mas Kricfalusi insistiu em fazer a animação, dizendo que "Se tivéssemos feito dessa maneira, ninguém teria sequer reconhecido o meu trabalho de criação". Em The Simpsons, os animadores desenham poses para os personagens no sofá, e então, lhe interpolam. A interpolação, no entanto, é uma linha reta para uma animação b. Dessa forma, a animação acaba tendo apenas os personagens que vão de posar.. Kricfalusi explica que em The Simpsons eles sempre "querem tentar mover os personagens de maneiras divertidas loucas, não apenas fazendo o público olhar para uma cena engraçada a cada vez que chegarem a uma paragem", e mais elaborada do "que a maneira como as coisas aconteceram, foi ainda mais importante do que o que eu estava fazendo em meu trabalho. Você não só pode escrever o desempenho visual. Você realmente tem que desenhá-lo."

Este projeto foi o mais divertido que eu tive em anos. Realmente é importante (para mim) a a animação do show feita por minha animação. Eu acho que é possível trazer animação de volta a este país e trazer o núcleo do divertido novamente, não serapenas um mero acréscimo superior a algum conceito elevado ou executivo, a "visão". O puro ato de animação é a parte mais divertida de uma animação. Eu sou tão grato– por Matt por me deixar ter algum divertimento real neste verão.

— John Kricfalusi
Ele mostrou a Matt Groening e Al Jean, curtas em estilo do canal Adult Swim, e Groening lhe respondeu, dando a oportunidade de criar uma sequencia de abertura de 35 segundos de duração. Groening lhe disse para quebrar todas as regras de animação do programa, mas Kricfalusi explicou que ele "tentou não quebrar as regras de personalidades dos personagens, apenas realizar uma execução dos recursos visuais. Eu não segui qualquer modelo, nem mesmo o meu próprio". Ele quebrou as regras, o que deixo Groening e Jean satisfeitos com o resultado. Ao contrário do Banksy, que vive uma vida em segredo, Kricfalusi estava envolvido em todos os detalhes e até mesmo supervisionou a dublagem da trilha sonora final. Enquanto Kricfalusi animou as partes em 2D, John Kedzie serviu para ajudá-lo com a computação gráfica e Sarah Harkey e Tommy Tanner foram os assistentes de animação.

## Lançamento
O episódio foi lançado originalmente pela Fox Broadcasting Company nos Estados Unidos em 2 de outubro de 2011. O show recebeu um 3,0 de avaliação pela Nielsen Ratings na demográfica para adultos com idades entre 18-49, uma queda de 23% a partir do episódio de estréia da temporada, e uma quota de audiência de oito por cento. O episódio teve uma audiência de 6,19 milhões de pessoas.